# Säby distrikt, Småland
Säby distrikt är ett distrikt i Tranås kommun och Jönköpings län. 
Distriktet ligger i östra delen av kommunen, i och omkring Tranås. 

## Tidigare administrativ tillhörighet
Distriktet inrättades 2016 och utgörs av en del av området Tranås stad omfattade till 1971, delen som staden utgjorde före 1967 och vari Säby socken uppgick 1951.
Området motsvarar den omfattning Säby församling hade vid årsskiftet 1999/2000.